# Asch-Schatat
Asch-Schatat (arabisch الشتات, DMG aš-Šatāt ‚Diaspora‘; auch Al-Shatat) ist eine 29-teilige syrische TV-Serie, die 2003 von der privaten syrischen Filmgesellschaft Linn produziert wurde und rund 5,1 Millionen US-Dollar kostete. Die Serie weist inhaltlich einige Parallelen zu den fingierten Protokollen der Weisen von Zion auf und bedient sich antisemitischer Stereotype und Themen. So stellt asch-Schatat Juden dar, die sich gemeinsam einer Verschwörung zur Weltherrschaft widmen und wiederholt Ritualmordlegenden gegen Juden, beispielsweise durch den detailliert dargestellten Mord an christlichen Kindern und die Verwendung deren Blutes als Zutat für Matzen. Sie zeigt des Weiteren die Exekution eines Juden, der wegen der Heirat mit einer Nicht-Jüdin von einem „Talmud-Gericht“ zum Tod verurteilt wurde.
Das Drehbuch wurde geschrieben von Fathallah Omar, Dozent an der Universität Aleppo. Der syrische Historiker Suheil Zakar wurde beauftragt, die Serie auf „historische Korrektheit“ zu prüfen. Die Erschaffer der Serie teilten dem Publikum wiederholt mit, dass alles, was sie sehen würden, auf Wahrheit beruhe und dass die Serie sich in keiner Weise auf den Protokollen der Weisen von Zion begründe. Der Vizedirektor für Produktionsangelegenheiten des libanesischen Senders Al-Manar, Nasser Akhdar, erklärte im Sender Al Jazeera: 
„Diese Serie präsentiert nichts als die Wahrheit. Sie basiert auf über 250 Quellen jüdischer und israelischer Autoren und basiert keineswegs auf Bücher arabischer und muslimischer Autoren. Die Serie hat keine Verbindung zu den so genannten 'Protokollen der Weisen von Zion'. Es gibt eine große Reihe von Dokumenten, auf welche sich die Serie in einer äußerst objektiven Weise gründet.“
Zu Beginn jeder Episode wurde eine bibliographische Liste gezeigt, die die vermeintlichen Quellen der Serie darstellen soll. Aufgelistet wurden dort unter anderem die Tora, der Talmud, die Memoiren sowie Der Judenstaat von Theodor Herzl, die Jewish Encyclopedia, der Babylonische Talmud, The Zionist Idea von Arthur Hertzberg und The New Israelis von Yossi Melman.

## Inhalt
In asch-Schatat streben die Juden seit vielen Jahrhunderten mittels einer geheimen globalen jüdischen Regierung nach der Kontrolle über die Welt. Seit dem 19. Jahrhundert werde diese Geheimregierung von der Familie Rothschild geführt. Unter ihrer Führung seien die Juden für verschiedene entscheidende Ereignisse des 20. Jahrhunderts verantwortlich gewesen: den Russisch-Japanischen Krieg, die Ermordung Franz Ferdinands, den Ersten und Zweiten Weltkrieg, den Abwurf der Atombombe auf Hiroshima und Nagasaki sowie den Sturz des osmanischen Sultans, des russischen Zaren und den Rücktritt des britischen Premiers Herbert Asquith. Somit gründet sich diese wissenschaftlichen Anspruch erhebende Dokumentation in ihren Aussagen auf antisemitischen und antijudaistischen Verschwörungstheorien.

## Ausstrahlung
Die Serie wurde zum Ramadan im Oktober und November 2003 vom syrischen Fernsehen ausgestrahlt, im Abspann wird „besonderer Dank“ an verschiedene syrische Regierungsinstanzen (einschließlich Sicherheits- und Kulturministerium, der Polizeiführung Damaskus und dem Amt für Altertümer und Museen) entsendet. Asch-Schatat wurde auf dem libanesischen Fernsehsender al-Manar gezeigt, bevor es aus dem Programm genommen wurde. Schließlich entschuldigte sich das Management von al-Manar für die Übertragung der Serie, ließ die Sendung fallen und erklärte, der Sender habe die Serie erworben, ohne sie zuvor angesehen zu haben. Asch-Schatat wurde 2004 im Iran gezeigt, in Jordanien im Oktober 2005 auf al-Mamnou, einem jordanischen Satellitenkanal.